# Sarıgüney, Çayırlı
Sarıgüney là một xã thuộc huyện Çayırlı, tỉnh Erzincan, Thổ Nhĩ Kỳ. Dân số thời điểm năm 2010 là 71 người.